# Stootplaat

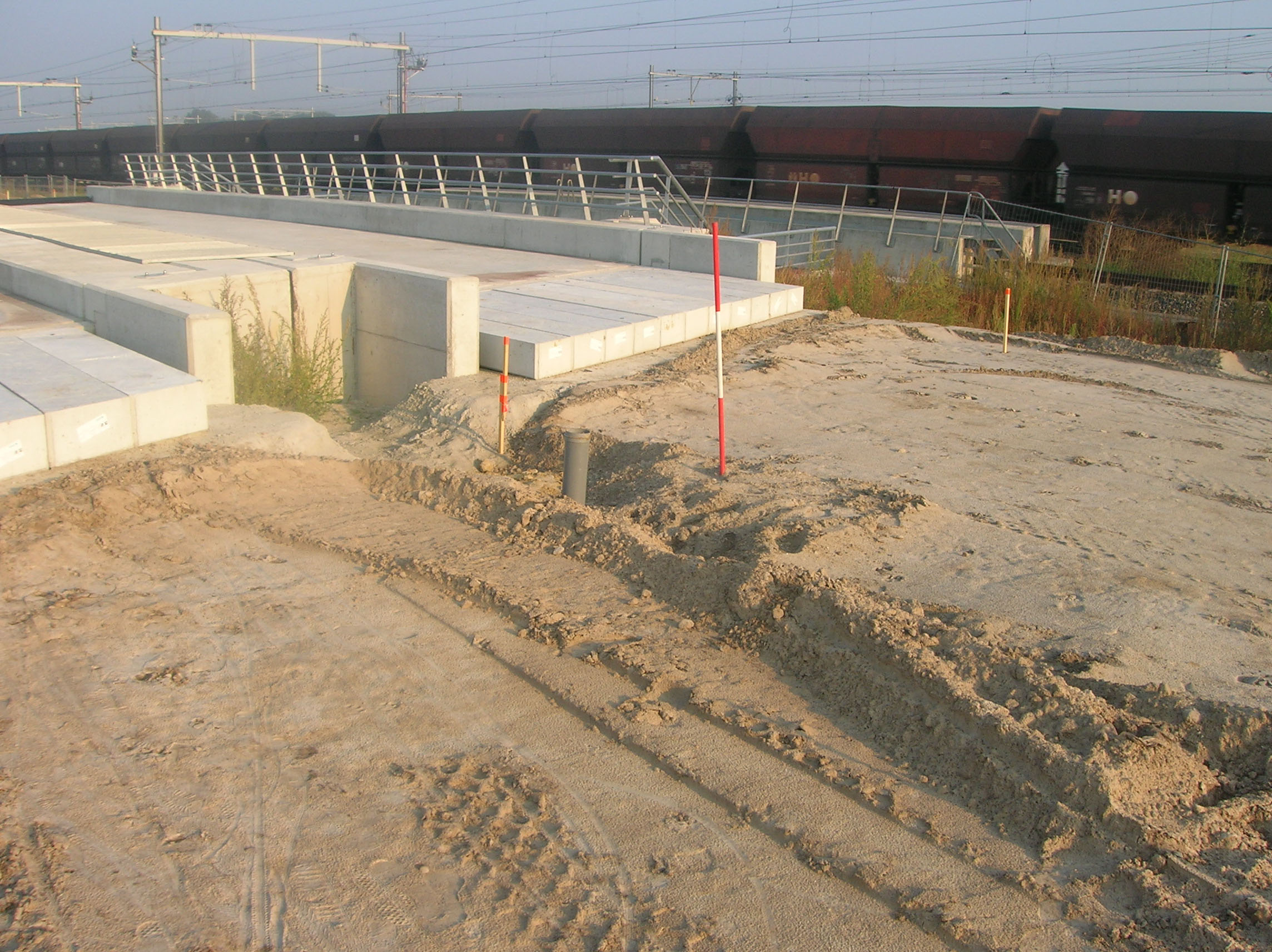
hoogliggende stootplaten tussen muren op zand-cement stabilisatie

Stootplaten, stootvloeren of overgangsplaten zijn een overgangsconstructie bij civiele/burgerlijke kunstwerken (bruggen, duikers of viaducten).
Het doel van stootplaten is het tegengaan van de negatieve effecten bij eventuele nazakkingen van het aansluitende wegdek of spoorlijn. Ze voorkomen een te abrupte en ongewenste overgang. Het is vooral in Nederland een noodzakelijke maatregel om de negatieve effecten van de onstabiele en slappe bodems acceptabel te houden.
Stootvloeren hebben dezelfde functie maar worden alleen toegepast als er weinig zettingen verwacht wordt. Stootplaten zijn door hun afmetingen flexibeler en kunnen in tegenstelling tot een vloer relatief eenvoudig herlegd worden; ze hebben een breedte van 1 meter en zijn naast elkaar, maar onafhankelijk van elkaar gelegen. 

## Aanleiding
Een kunstwerk verzakt meestal niet omdat deze doorgaans op heipalen is gefundeerd, dit in tegenstelling tot de opritten. Door het nazakken van de bodem direct naast een kunstwerk ontstaat er een abrupt en ongewenst hoogteverschil. De mate van nazakken is afhankelijk van de bodemgesteldheid, kwaliteit van de uitvoering (verdichting) en trillingen door het verkeer. Het kan variëren van enkele centimeters tot vele decimeters bij b.v. veengebieden.
Bij oude bruggen komt het soms voor dat stootplaten van het kunstwerk loskomen of breken. Hierdoor ontstonden gevaarlijke verzakkingen en gaten in de weg of breuken in kabels. 

## Functies
- Het rijcomfort waarborgen.
- Geluidsoverlast door trillingen van  voertuigen en hun lading voorkomen.
- Waarborgen van de verkeersveiligheid door het loskomen en beschadigen van de lading en schade aan voertuigen te voorkomen.
- (Gevolg)schaden en scheuren aan het kunstwerk, wegdekken, spoorlijnen en kabels voorkomen.

## Maatvoering
De lengte afhankelijk van de rijsnelheden en verwachte zettingen. In de praktijk een minimale lengte van 3 meter tot bij hoofdwegen een lengte van circa 6 meter. De dikte is afhankelijk van de lengte en mechanische belastingen, ergens tussen de 200 mm tot 600 mm. De benodigde dikte wordt berekend, uitgangspunt is dezelfde mechanische en dynamische (verkeers)belasting als op het kunstwerk. 

## Uitvoering
Stootplaten worden ten opzichte van de rijweg hoger of laag aangebracht. Bij een lage ligging ligt er tussen de wegverharding eerst nog een laag zand of funderingmateriaal (250 - 500 mm). Bij de hoge ligging ligt het wegdek direct op de stootplaat, dit laatste  heeft tegenwoordig de voorkeur. 
Stootplaten bewegen enigszins, echter doordat ze vast aan het viaduct zitten krijgen afhankelijk van de zetting een hoekverdraaiing. De bevestiging moet dus flexibel zijn. Het kunstwerk heeft een oplegrand. Bevestiging van de stootplaten kan door middel van nokken aan de stootplaten of een oplegrand met stalen pinnen (deuvels) die het afschuiven voorkomen.